# Jonathan Persson
Jonathan Persson, född 5 mars 1984, är en svensk ishockeyspelare, forward.  Flera syskon i familjen har spelat ishockey, inklusive Johan och John Persson.
Persson spelade ishockey i allsvenska Almtuna IS säsongen 2008–2009. Persson var en av 6 spelare som lämnade Hammarby IF för Almtuna IS efter säsongen 2007–2008. Efter säsongen i Almtuna IS var Persson lagkapten i IFK Ore i division 2 två säsonger och spel från säsongen 2011/2012 i Åkers IF i division 1 där han utsågs till lagkapten säsongen 2012/2013.

## Klubbar
- Huddinge IK (moderklubb)
- Mora IK
- Prince Edward Island Rocket
- Bodens IK
- Växjö Lakers
- Hammarby IF
- Almtuna IS
- IFK Ore
- Åkers IF